# Iridi(IV) oxide
Iriđi(IV) Oxide, IrO2, là Oxide duy nhất có đặc tính tốt của iriđi. Nó là một chất rắn màu xanh dương đen. Hợp chất này có cấu trúc TiO2 (cấu trúc rutil), gồm sáu iriđi phối hợp và ba oxy phối hợp.

## Điều chế
Theo mô tả của những người tạo ra IrO2, nó có thể được hình thành bằng cách xử lý dạng iriđi(III) chloride màu xanh lá cây với oxy ở nhiệt độ cao:
2IrCl3 + 2O2 → 2IrO2 + 3Cl2↑
Một dạng ngậm nước cũng được biết đến.

## Ứng dung
Iriđi(IV) Oxide được sử dụng cùng với các Oxide hiếm khác trong lớp phủ điện cực anot cho điện phân công nghiệp và trong các vi điện cực cho nghiên cứu điện sinh lý học.